# 15805 Murakamitakehiko
15805 Murakamitakehiko este un asteroid din centura principală de asteroizi.

## Descriere
15805 Murakamitakehiko este un asteroid din centura principală de asteroizi. A fost descoperit pe 8 aprilie 1994 la Kitami de Kin Endate și Kazuro Watanabe. Asteroidul prezintă o orbită caracterizată de o semiaxă mare de 2,27 ua, o excentricitate de 0,20 și o înclinație de 5,5° în raport cu ecliptica.